# 古希腊医学

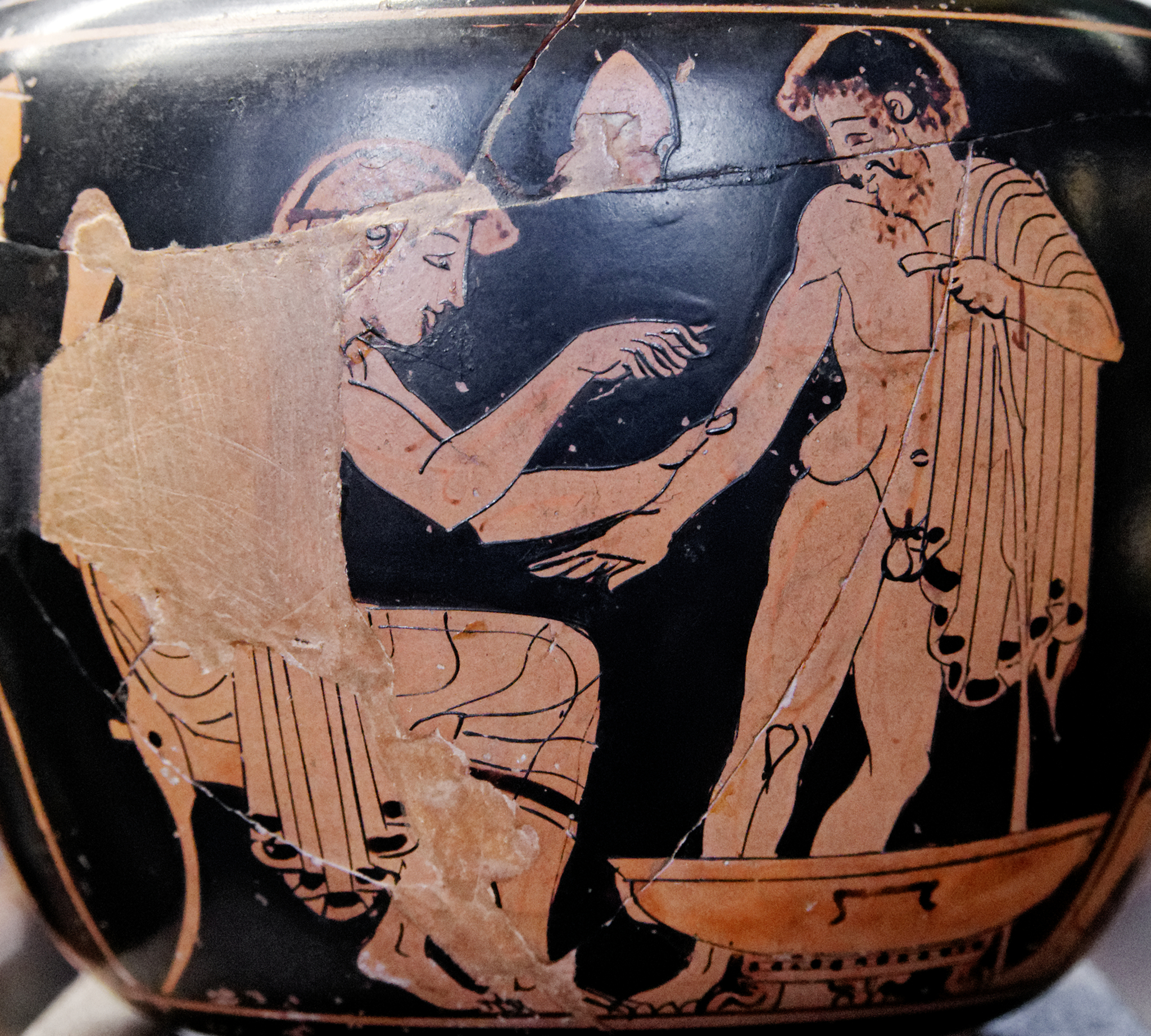
正在为病人治疗的医生（红彩陶器阿里巴鲁斯，公元前480至470年）

古希腊医学（英语：Ancient Greek medicine）是一个理论和实践的汇编，通过新的思想和实验不断扩展。希腊语中医学的术语是“iatrikē”（希臘語：ἰατρική）。古希腊医学考虑了许多因素，将精神与身体交织在一起。具体来说，古希腊人认为健康受到体液、地理位置、社会阶层、饮食、创伤、信仰和心态的影响。早期的古希腊人相信疾病是“神的惩罚”，而治愈是“神的恩赐”。随着不断的试验，通过将理论与症状和结果进行对比，关于“惩罚”和“恩赐”的纯粹的精神信仰被基于物理的因果关系取代。
体液学（或四体液学说）是指血液、痰、黄胆汁和黑胆汁。这四种体液中的每一种都与器官、性格、季节和元素有关。还有理论认为，性别在医学中发挥着重要作用，因为某些疾病和治疗方法因男女不同而有所区别。此外，地理位置和社会阶层也会影响人们的生活条件，可能使他们面临不同的环境问题，如蚊虫、老鼠和干净的饮用水的供应。饮食也被认为是一个问题，可能会因缺乏足够的营养而受到影响。创伤，例如角斗士因狗咬伤或其他伤害而遭受的创伤，在解剖学和感染理论的认识中起到一定作用。此外，诊断和治疗理论也非常注重患者的信念和心态。人们认识到，心态在治愈中发挥着作用，或者说它也可能是疾病的唯一基础。
古希腊医学开始围绕体液理论展开。体液理论认为，良好的健康来自四种体液的完美平衡；而四种体液的不平衡会导致健康状况不佳。被誉为“现代医学之父”的希波克拉底在科斯岛建立了一所医学院，他是古希腊医学中最重要的人物。希波克拉底和他的学生在希波克拉底文集中记录了许多疾病，并为医生制定了希波克拉底誓言，该誓言至今仍在使用。他和他的学生还创造了医学术语，其中许多术语至今仍在我们的词汇中使用，例如急性、慢性、流行性、恶化、复发等。希波克拉底及苏格拉底等人对古希腊医学的贡献对伊斯兰医学和中世纪欧洲医学产生了持久的影响，一直到14世纪他们的许多发现最终变得过时。
已知最早的希腊医学院于公元前700年在尼多斯开设。第一部解剖学著作的作者阿尔克迈翁曾在这所学院工作，也正是在这里建立了观察病人的做法。尽管古希腊人对古埃及医学的尊重众所周知，但由于缺乏文献来源以及理解古代医学术语的挑战，试图确定古埃及医学在早期对希腊实践的具体影响并不十分成功。然而，很明显，希腊人将埃及的物质引入了他们的药典，并且在亚历山大港建立希腊医学学校后，这种影响变得更加明显。

## 阿斯克勒庇俄斯庙

阿斯克勒庇俄斯之杖

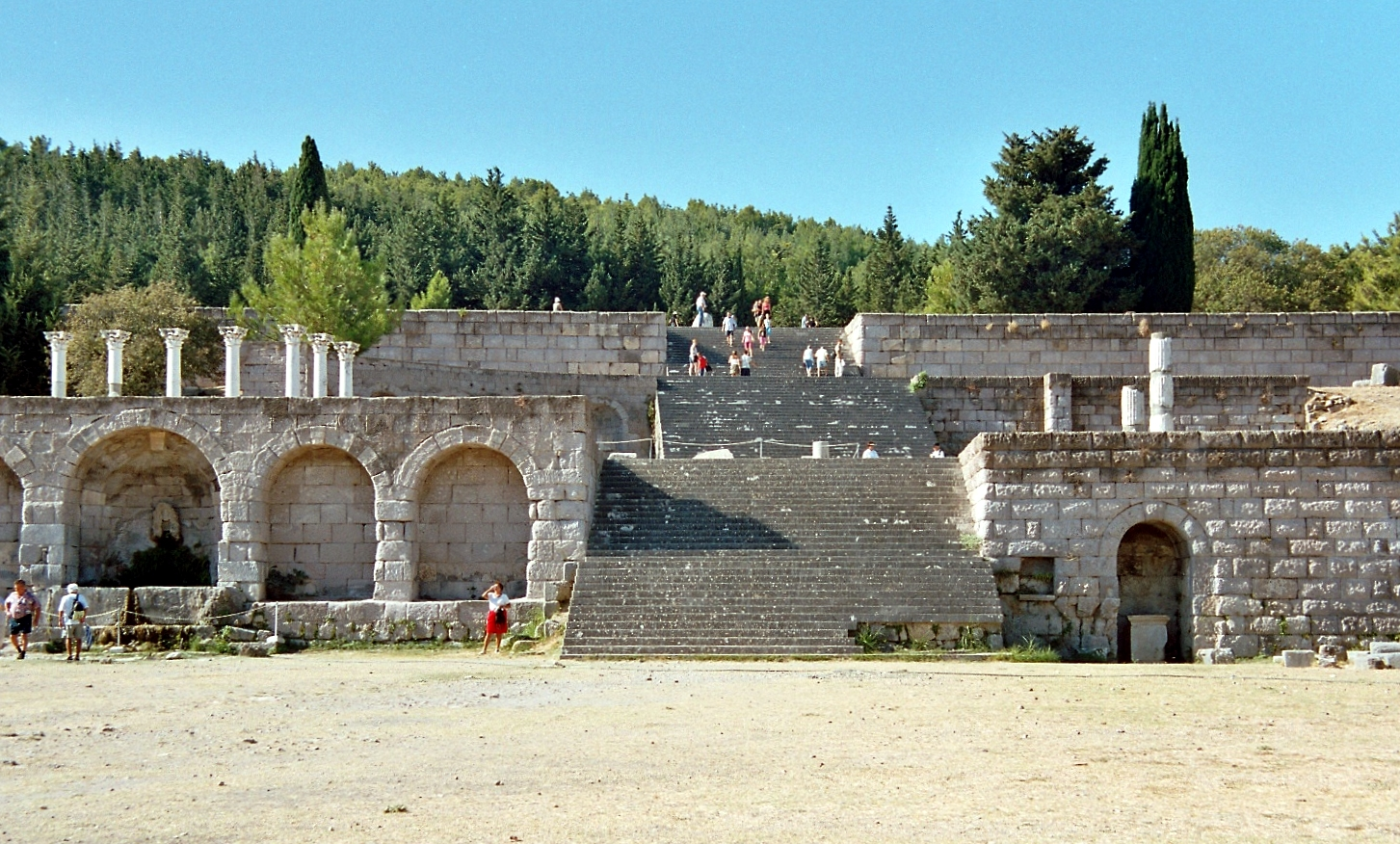
科斯岛的阿斯克勒庇俄斯庙，这是保存最完好的阿斯克勒庇俄斯庙实例

阿斯克勒庇俄斯被认为是第一位医生，神话将他描绘为阿波罗的儿子。供奉治愈之神阿斯克勒庇俄斯的庙宇，被称为阿斯克勒庇俄斯庙（Asclepieia；单数形式：Asclepieion），是医疗咨询、预后和治疗的中心。在这些神殿里，病人会进入一种类似于麻醉的诱导睡眠状态，称为“enkoimesis”（希臘語：ἐγκοίμησις），在这个状态下，他们会在梦中得到神明的指导或通过手术痊愈。阿斯克勒庇俄斯庙提供了有利于治疗的受控空间，并满足了为治疗而创建的机构的一些要求。帕加马的阿斯克勒庇俄斯庙中，有一口泉水从庙宇的地下室流出。人们会来喝这些水并用其进行沐浴，因为人们相信这些水具有药用价值。泥浴和洋甘菊等热茶可以让他们平静下来，或者用薄荷茶来缓解头痛，这些至今仍是许多人使用的家庭疗法。病人被鼓励在设施中入睡。医生对他们的梦进行了解读，然后对他们的症状进行了检查。偶尔会带来狗来舔患处的伤口，以帮助伤口愈合。在埃皮达鲁斯的阿斯克勒庇俄斯庙，有三块可追溯至公元前350年的大型大理石板，其中记录了约70名带着问题来到寺庙并在那里咨询的患者的姓名、病史、症状和治疗方法。其中一些列出的外科治疗方法，例如切开腹部脓肿或去除外伤性异物，足够现实，可能确实发生，但患者必须处于鸦片等催眠物质的帮助下诱导的enkoimesis状态下进行治疗。
时至今日，阿斯克勒庇俄斯之杖（Rod of Asclepius）仍是医学界的通用象征。 然而，它经常与商神杖（Caduceus）混淆，后者是赫耳墨斯神所挥舞的权杖。阿斯克勒庇俄斯之杖由一条没有翅膀的蛇构成，而商神杖则由两条蛇和一对翅膀的形象构成，象征着赫耳墨斯的迅捷。

## 古希腊医学家
古希腊的医生并不认为疾病是超自然的起因，即源于神灵的不满或恶魔的附身。古希腊人发展了一种基于经验和理性的医学体系，因此他们更加依赖自然观察，并通过实际的尝试和试错经验得到加强，并放弃了对人体功能障碍的魔法和宗教解释。然而，在某些情况下，疾病的责任仍然被归咎于患者，而医生的作用是与神和解或通过祈祷、咒语和祭祀来驱除恶魔。

### 古希腊医学中的女性
原本，在古希腊，女性是不允许成为医生的，但也有一些女医生行医的记载。其中一个例子就是女医生阿妮欧迪丝的故事。阿妮欧迪丝的故事的真实性一直备受学者们的争论，但根据传说，阿妮欧迪丝是古希腊的一位女性，她假扮成男子学习医学并成为一名医生。她剪短了头发，穿上男装以此实现。
在伪装成男性从事医学实践的情况下，阿妮欧迪丝得以在当时的内科和妇科医生希罗菲卢斯的指导下获得学徒的身份，并学会了自己行医所需的技能。为了安抚她的病人，据信阿妮欧迪丝会向女性病人暴露自己，以证明自己是一个女性。最终，她被发现并因以女性身份行医而受到审判。她再次向法庭曝光自己，以证明自己作为一名女性行医的真实性。审判的结果是她被认定违反了法律，特别是违反了女性学习医学的规定。然而，她的女病人为她辩护，并证明在没有男性医生能够帮助她们的情况下，她曾经帮助过她们。阿妮欧迪丝被宣判无罪释放，不久后雅典的法律被修改。在她的审判之后，所有自由出身的女性都可以合法地行医。在裁决和法律变革之后，阿妮欧迪丝成为雅典备受尊敬的医生。
虽然阿妮欧迪丝是古希腊最著名的女医生，但很可能还有其他女医生。然而，关于她们的信息很少。一般来说，古希腊的女性不被允许接受教育，因此很少有女性能够成为医生。据信，也有一些例外，例如富裕家庭的女儿可以接受教育。
除了阿妮欧迪丝之外，古希腊还有一些女性治疗师，她们虽然没有接受过正规医生的培训，但拥有相当丰富的医学知识。这些女性使用草药和其他自然疗法来帮助她们的患者。她们经常被要求帮助解决分娩和其他女性健康问题，类似于当今的助产士和护士。虽然她们在当时没有被正式承认为医生，但她们在古希腊的医疗体系中发挥着至关重要的作用。
总体而言，古希腊女性在医学领域中的作用是有限的。然而，也有一些例外，比如阿妮欧迪丝，她能够突破障碍，成为受人尊敬的医生。虽然关于古希腊其他女医生的信息很少，但很可能还有其他女医生存在。此外，女性治疗师在古希腊的医疗体系中发挥着重要作用，即使她们没有被正式承认为医生。

## 希波克拉底文集和体液学

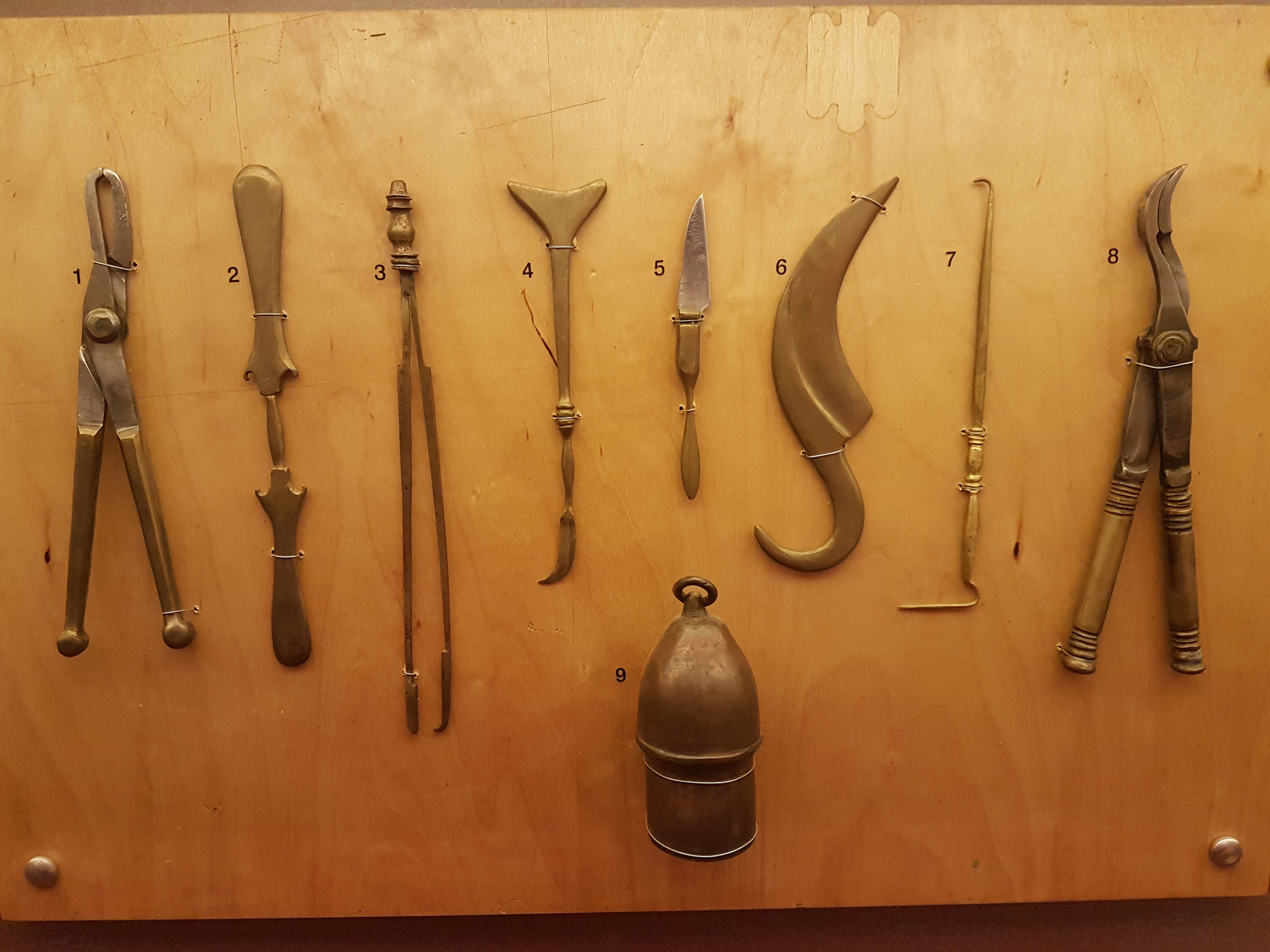
手术工具，公元前5世纪。根据希波克拉底文集中的描述进行重建。塞萨洛尼基科技博物馆。

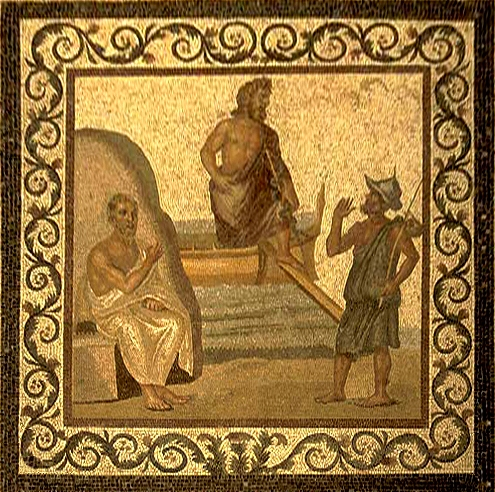
阿斯克勒庇俄斯（中间）抵达科斯岛，受到希波克拉底（左）和一名公民（右）的欢迎。来自科斯岛阿斯克勒庇俄斯庙的马赛克，公元2至3世纪

希波克拉底文集反对古老的信仰，提出了基于生物学的疾病治疗方法，而非是魔法干预。希波克拉底文集收集了大约七十部古希腊早期医学著作，这些著作与希波克拉底及其学生有关。尽管曾一度认为这些文本是由希波克拉底本人所写，但如今许多学者认为这些文本是由一系列作者在几十年内撰写而成的。文集中包含一篇名为《论圣病》的论文，该论文认为，如果所有疾病都源于超自然力量，那么生物学药物将不起作用。体液理论的建立侧重于人体内血液、黄胆汁、黑胆汁、痰的平衡。太热、太冷、太干或太湿都会扰乱体液之间的平衡，导致疾病。人们不再相信神灵和恶魔惩罚患者，而是将疾病归因于恶劣的空气（瘴气理论）。从事体液医学的医生专注于重建体液之间的平衡。从超自然疾病到生物疾病的转变并没有完全废除希腊的宗教信仰，而是为医生与患者的互动提供了一种新方法。
遵循体液学的古希腊医生强调环境的重要性。他们认为患者的疾病受到他们所居住环境的影响。当地的水源和风向会影响当地居民的健康。患者在治疗中也起着重要的作用。正如 《格言》一书中指出，“医生只做必要的事情是不够的，患者和护理人员也必须尽到自己的职责”。患者的合作是建立在对医生的尊重的前提下。根据《预后之书》的记载，医生能够通过“预后”了解疾病的结果，从而提高自己的声誉和尊重。考虑到患者的居住地，医生在患者的生活中发挥着积极的作用。区分致命疾病和可恢复疾病对于患者的信任和尊重非常重要，对患者的合作态度产生积极影响。
随着古希腊医学中患者配合度的提高，同意成为医患关系之间的重要因素。在了解有关患者健康的所有信息后，由患者决定是否接受治疗。《流行病论》一书中提到了医患责任，其中写道：“医学实践中存在三个因素：疾病、患者和医生。医生是科学的仆人，患者必须在医生的帮助下尽力与疾病抗争”。

## 亚里士多德对希腊观念的影响
古希腊哲学家亚里士多德是古典时代生物学领域最具影响力的学者。他的生物学著作表现出对经验主义、生物因果关系和生命多样性的极大关注。然而，亚里士多德没有进行实验，他认为物体在其自然环境中展示其真实性质，而不是在受控的人造环境中。虽然在现代物理学和化学中，这种假设已被证明毫无帮助，但在动物学和动物行为学中，这仍然是主要的实践方式，亚里士多德的工作仍然具有真实的价值。他对大自然进行了无数的观察，特别是对他周围世界中的植物和动物的习性和特征，并投入了大量的精力进行分类。亚里士多德总共对540种动物进行了分类，并解剖了至少50种。
亚里士多德认为，形式原因指导着所有自然过程。这种目的论观点使亚里士多德有理由证明他观察到的数据是形式设计的表达。例如，有人认为大自然不会同时赋予任何动物长角和尖牙，这是为了避免虚荣心，而且通常只赋予生物所需的能力。类似的，亚里士多德认为生物被排列在一个由植物一直上升到人类的完美等级尺度中，即“自然之梯”或“存在巨链”。
亚里士多德认为生物的完美程度反映在其形态上，但并非完全由形态所决定。亚里士多德的生物学理论中，还将灵魂分为三类：植物灵魂，负责繁殖和生长；感知灵魂，负责行动和感觉；和一个理性灵魂，能够思考和反思。他将第一类灵魂归属于植物，前两类归属于动物，而三者皆归属于人类。与早期哲学家相反，亚里士多德与埃及人一样，将理性灵魂置于心脏，而不是大脑。值得注意的是亚里士多德将感知和思维进行了区分，这与之前的哲学家大多不同，除了阿尔克迈翁。
亚里士多德的学园继任者泰奥弗拉斯托斯撰写了一系列植物学书籍，称为《植物史》，这成为古代对植物学最重要的贡献并流传至中世纪。泰奥弗拉斯托斯的许多命名一直沿用到现代，例如“carpos”代表水果，“pericarpium”代表果皮。与亚里士多德注重形式形式原因不同，泰奥弗拉斯托斯提出了一种机械性的方案，将自然过程与人造过程进行类比，并依赖于亚里士多德的动力因概念。泰奥弗拉斯托斯还认识到性在一些高等植物的繁殖中的作用，尽管这一发现在后来的时代中消失了。亚里士多德和泰奥弗拉斯托斯的生物学和目的论思想，以及他们对一系列公理而非经验观察的强调，对西方医学产生了深远的影响。

## 希罗菲卢斯、埃拉西斯特拉图斯和古希腊解剖学

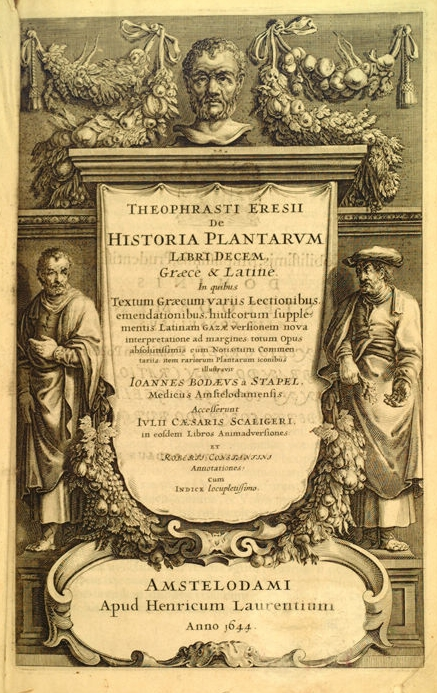
泰奥弗拉斯托斯的《植物史》的1644年插图扩充版的正面插图，最初写于公元前200年左右

解剖学的命名法、方法和应用都可以追溯到古希腊时期。继泰奥弗拉斯托斯（卒于公元前286年）之后，原创作品的产生量有所减少。尽管人们对亚里士多德的观点仍然感兴趣，但通常被毫无质疑地接受。直到托勒密王朝时期的亚历山大城时代，生物学才再次取得进步。亚历山大城的第一位医学教师是卡尔西顿的希罗菲卢斯（解剖学之父），与亚里士多德不同，他将智慧置于大脑中，并将神经系统与动作和感觉联系在一起。希罗菲卢斯还区分了静脉和动脉，指出后者有脉搏，而前者则没有。他通过一项实验做到了这一点，实验包括切割猪脖子上的特定静脉和动脉，直到尖叫声停止。同样，他开发了一种依赖于区分不同类型脉搏的诊断技术。他和他同时代的埃拉西斯特拉图斯一起研究了静脉和神经的作用，并绘制了它们在全身的走向。
埃拉西斯特拉图斯认为，与其他动物相比，人类大脑表面的复杂性与其卓越的智力有关。他有时会通过实验来推进他的研究，例如反复称量一只笼中鸟的体重，并记录其在喂食期间的体重损失。在继承他老师的气动力学的研究后，他认为人体的血管系统由真空控制，并通过真空将血液传输到全身。在埃拉西斯特拉图的生理学理论中，空气进入体内，然后被肺吸入心脏，在那里转化为生命精华，然后通过动脉泵送到全身。这些元气有一部分到达大脑，在大脑中转化为动物精气，然后由神经分配。希罗菲卢斯和埃拉西斯特拉图斯在他们的研究中使用了被托勒密国王交给他们的罪犯。他们对这些罪犯进行活体解剖，“当他们还在呼吸时，观察到先前被自然隐藏的部位，并检查它们的位置、颜色、形状、大小、排列、硬度、柔软度、光滑度和连接。”
埃拉西斯特拉图斯将人类大脑表面相对于其他动物的复杂性与其优越的智力联系在一起。他有时候会运用实验来推进他的研究，例如曾多次称量被关在笼子里的鸟，并记录其在进食时间之间的体重损失。在继承师父的气体学研究后，他认为人体的血管系统由真空控制，通过真空将血液传输到全身。在埃拉西斯特拉图斯的生理学理论中，空气进入体内，然后被肺吸入心脏，在那里转化为生命精气，然后通过动脉泵送到全身。一部分生命精气抵达大脑，转化为动物精气，然后通过神经系统分布。希罗菲卢斯和埃拉西斯特拉图斯在他们的研究中使用了被托勒密国王交给他们的罪犯。他们对这些罪犯进行活体解剖，"当他们还在呼吸时，观察到先前被自然隐藏的部位，并检查它们的位置、颜色、形状、大小、排列、硬度、柔软度和连接。”
尽管卢克莱修等一些古代原子论者质疑了亚里士多德关于生命的目的论观点，但目的论（以及基督教兴起后的自然神学）直到18世纪和19世纪基本上仍然是生物学思想的核心。用恩斯特·迈尔的话来说，“从卢克莱修和盖伦直到文艺复兴，生物学领域没有任何真正意义上的成果。”亚里士多德的博物学和医学思想得以保留，但人们普遍毫无疑问地接受它们。

## 盖伦
克劳狄乌斯·盖伦是罗马帝国时期著名的希腊内科医生、外科医生和哲学家。可以说，盖伦是古代所有医学研究者中最有成就的人，他对多个科学学科的发展产生了影响，包括解剖学、生理学、病理学、药理学和神经学，以及哲学和逻辑学。
盖伦的父亲名叫阿伊柳斯·尼孔，是一位富有且爱好学术的建筑师。盖伦接受了全面的教育，为成为一名成功的医生和哲学家做好了准备。盖伦出生于帕加马（今土耳其贝尔加马），在定居罗马之前，他曾四处游历，接触到各种医学理论和发现，后来定居在罗马，在那里为罗马社会的重要人士服务，并最终成为几位皇帝的私人医生。
盖伦对解剖学和医学的理解主要受到当时流行的体液理论的影响，该理论由希波克拉底等古希腊医生提出。他的理论在西方医学中主导和影响了超过1300年。他的解剖学报告主要基于对猴子（尤其是巴巴里猕猴）和猪进行的解剖，直到1543年才受到质疑，当时安德烈亚斯·维萨留斯的开创性著作《人体的构造》中发表了人体解剖的文字描述和插图，其中盖伦的生理学理论被纳入了这些新的观察结果。盖伦的循环系统生理学的理论一直持续到1628年，当时威廉·哈维发表了名为《心血运动论》的论文，其中他证明了血液循环，并指出心脏起着泵的作用。医学生继续研究盖伦的著作，直到19世纪为止。盖伦进行了许多神经结扎实验，支持了今天仍然被接受的理论，即大脑通过颅神经和周围神经系统控制肌肉的所有运动。
盖伦将自己视为医生和哲学家，正如他在名为《最好的医师也是哲学家》的论文中所写的那样。盖伦对理性主义和经验主义医学流派之间的争论非常感兴趣，他运用直接观察、解剖和活体解剖表示了他在这两种观点之间复杂的中立立场。

## 迪奥斯科里德斯
公元一世纪的希腊医生、药理学家、植物学家和罗马军医佩达努思·迪奥斯科里德斯撰写了一部关于药物物质的百科全书，称为《药物论》。这部作品不涉及医学理论或病因的解释，而是根据经验观察描述了约600种植物的用途和作用，并涵盖约1000种简单药物。与古代其他作品不同，迪奥斯科里德斯的手稿从未绝版。它一直到19世纪都是西方药典的基础，这充分证明了所描述药物的功效。此外，他的作品对欧洲的草药医学的影响力超过了希波克拉底文集。

## 希罗迪库斯
希罗迪库斯（Herodicus）是公元前5世纪的一位希腊医生，被认为是运动医学之父。他首次使用治疗性运动来治疗疾病和维持健康，据信他是希波克拉底的导师之一。他还推荐良好的饮食，并使用有益草药和精油的按摩，他的理论被认为是运动医学的基础。他对按摩的方式非常具体，他建议一开始要缓慢而轻柔地摩擦，然后逐渐加快速度并施加更大的压力，接着再进行更轻柔的摩擦。

## 历史遗产
通过与希腊文化的长期接触以及最终征服希腊，罗马人对希波克拉底医学产生了好感。
这种接受导致希腊医学理论在整个罗马帝国以及西方的广泛传播。继续并发展希波克拉底传统的最有影响力的罗马学者是盖伦（卒于约公元207年）。然而，在早期中世纪，随着西罗马帝国的崩溃，对希波克拉底和盖伦文献的研究几乎在拉丁西方地区消失了，尽管希波克拉底-盖伦的希腊医学传统在东罗马帝国（拜占庭）继续被研究和实践 。公元750年以后，阿拉伯、波斯和安达卢西亚学者特别翻译了盖伦和迪奥斯科里德斯的著作。此后，希波克拉底-盖伦医学传统被吸收并最终得到扩展，其中最有影响力的穆斯林医生学者是伊本·西那。从11世纪末开始，希波克拉底-盖伦传统通过一系列的翻译回归到拉丁西方，这些翻译主要来自阿拉伯语翻译，但偶尔也来自希腊语原文。在文艺复兴时期，更多直接从希腊文翻译的盖伦和希波克拉底的著作从新出现的拜占庭手稿中进行。
盖伦的影响是如此之大，以至于即使在西欧人于13世纪开始进行解剖之后，学者们仍经常将一些发现吸收到盖伦的模型中，否则盖伦的准确性可能会受到质疑。然而，随着时间的推移，古典医学理论逐渐被16世纪和17世纪日益强调的科学实验方法所取代。尽管如此，希波克拉底-盖伦的放血疗法一直延续到了19世纪，尽管其在经验上无效且存在风险。

## 拓展阅读
- Annas, Julia. Classical Greek Philosophy. In Boardman, John; Griffin, Jasper; Murray, Oswyn (ed.) The Oxford History of the Classical World. Oxford University Press: New York, 1986. ISBN 0-19-872112-9
- Barnes, Jonathan. Hellenistic Philosophy and Science. In Boardman, John; Griffin, Jasper; Murray, Oswyn (ed.) The Oxford History of the Classical World. Oxford University Press: New York, 1986. ISBN 0-19-872112-9
- Cohn-Haft, Louis. The Public Physicians of Ancient Greece, Northampton, Massachusetts, 1956.
- Guido, Majno. The Healing Hand: Man and Wound in the Ancient World, Harvard University Press, 1975.
- Guthrie, W. K. C. A History of Greek Philosophy. Volume I: The earlier Presocratics and the Pythagoreans. Cambridge University Press: New York, 1962. ISBN 0-521-29420-7
- Jones, W. H. S. Philosophy and Medicine in Ancient Greece, Johns Hopkins Press, Baltimore, 1946.
- Lennox, James. . . 2006-02-15  [2023-07-20]. （原始内容存档于2012-01-30）.
- Longrigg, James. Greek Rational Medicine: Philosophy and Medicine from Alcmæon to the Alexandrians, Routledge, 1993.
- Lovejoy, Arthur O. The Great Chain of Being: A Study of the History of an Idea.  Harvard University Press, 1936. Reprinted by Harper & Row, ISBN 0-674-36150-4, 2005 paperback: ISBN 0-674-36153-9
- Mason, Stephen F. A History of the Sciences. Collier Books: New York, 1956.
- Mayr, Ernst.  The Growth of Biological Thought: Diversity, Evolution, and Inheritance.  The Belknap Press of Harvard University Press: Cambridge, Massachusetts, 1982. ISBN 0-674-36445-7
- Guido Majno. The Healing Hand: Man and Wound in the Ancient World. Routledge, 2004
- Heinrich von Staden (ed. trans.). Herophilus: The Art of Medicine in Early Alexandria. Cambridge University Press, 1989. ISBN 0-521-23646-0, ISBN 978-0-521-23646-1]
- Longrigg, James.  Greek Medicine From the Heroic to the Hellenistic Age. New York, NY, 1998. ISBN 0-415-92087-6